# Bud Spangler

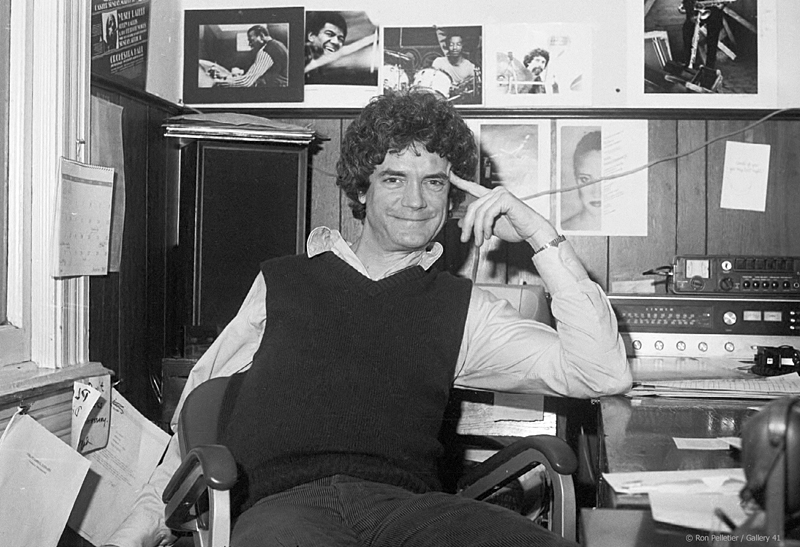
Bud Spangler 1983

Robert „Bud“ Spangler (* 7. Dezember 1938 in Norwalk, Ohio; † 16. Januar 2014) war ein US-amerikanischer Jazz-Schlagzeuger, Rundfunkmoderator und Musikproduzent.
Bud Spangler zog Ende der 1950er-Jahre von Ohio nach Lansing, um an der Michigan State University zu studieren. Während des Studiums spielte er mit Benny Poole und betätigte er sich als Radio-DJ des Universitätssenders WKAR-FM. Anfang der 1970er-Jahre arbeitete er in der Detroiter Jazzszene als Musiker und Produzent für das Label Strata Records, u. a. mit Kenn Cox’ Contemporary Jazz Quintet (CJQ), mit dem auch Aufnahmen für Blue Note Records entstanden, ferner mit Lyman Woodard und Mitte der 1980er-Jahre mit Jessica Williams (Nothin’ but the Truth, 1986) und der Detroiter Musikervereinigung Tribe, u. a. mit Phil Ranelin und Marcus Belgrave. In den 1990er-Jahren lebte er in Nordkalifornien, leitete mit Tom Peron in der Bay Aera ein Quartett und war als Radiomoderator des San Mateoer Senders KCSM-FM aktiv, wo er für 25 Jahre das Programm Sunday Night Suites moderierte. Als Produzent arbeitete er in Kalifornien u. a. mit Taylor Eigsti, Mark Levine, Shirley Horn, Ed Reed und Cedar Walton. Im Bereich des Jazz war er zwischen 1979 und 2011 an 28 Aufnahmesessions beteiligt. Spangler verstarb am 16. Januar 2014 an Lungenkrebs.

## Diskographische Hinweise
- Tom Peron/Bud Spangler Quartet: Interplay (Monarch, 1994)
- Tom Peron/Bud Spangler Quartet: Dedication (Monarch, 1995)